# Liste der Biografien/Muq
Liste der Biografien |
Portal Biografien |
Personensuche
# |
A |
B |
C |
D |
E |
F |
G |
H |
I |
J |
K |
L |
M |
N |
O |
P |
Q |
R |
S |
T |
U |
V |
W |
X |
Y |
Z |
?
 
Ma |
Mb |
Mc |
Md |
Me |
Mf |
Mg |
Mh |
Mi |
Mj |
Mk |
Ml |
Mm |
Mn |
Mo |
Mp |
Mq |
Mr |
Ms |
Mt |
Mu |
Mv |
Mw |
Mx |
My |
Mz
 
Mua |
Mub |
Muc |
Mud |
Mue |
Muf |
Mug |
Muh |
Mui |
Muj |
Muk |
Mul |
Mum |
Mun |
Muo |
Mup |
Muq |
Mur |
Mus |
Mut |
Muu |
Muv |
Muw |
Mux |
Muy |
Muz
Die Liste der Biografien führt alle Personen auf, die in der deutschsprachigen Wikipedia einen Artikel haben. Dieses ist eine Teilliste mit 15 Einträgen von Personen, deren Namen mit den Buchstaben „Muq“ beginnt.

## Muq

### Muqa
- Muqaddasī, al- (* 945), arabisch-islamischer Geograph und Schriftsteller
- Muqajew, Murat (* 1969), kasachischer Politiker
- Muqali († 1223), mongolischer General
- Muqammitz, David ibn Merwan al-, jüdischer Religionsphilosoph
- Muqannaʿ, al-, Anführer eines antiarabischen und antiislamischen Aufstandes in Sogdien
- Muqanow, Säbit (1900–1973), kasachisch-sowjetischer Schriftsteller
- Muqātil ibn Sulaimān († 767), Koranexeget

### Muqi
- Muqi, Miya (* 1987), chinesische Schauspielerin, Model und Yogalehrerin
- Muqimiy, Muhammad Aminxoʻja Mirzaxoʻja oʻgʻli (1850–1903), usbekischer Schriftsteller
- Muqimyar, Robina (* 1986), afghanische Leichtathletin

### Muqo
- Muqoli, Erza (* 2005), französische Sängerin

### Muqr
- Muqrī, ʿAlī al- (* 1966), jemenitischer Journalist und Schriftsteller
- Muqrin ibn Abd al-Aziz (* 1945), saudi-arabischer PolitikerMuqrin ibn Abd al-Aziz (* 1945)

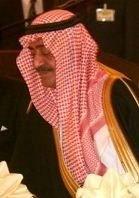
Muqrin ibn Abd al-Aziz (* 1945)

### Muqt
- Muqtadi, al-, 27. Kalif der Abbasiden
- Muqtafi, al- (1096–1160), Kalif der Abbasiden